# Триліси (Кропивницький район)
Трилі́си — село в Україні, в Олександрівській селищній громаді Кропивницького району Кіровоградської області. Населення становить 398 осіб. Колишній центр Триліської сільської ради.

## Історія
Станом на 1885 рік у колишньому власницькому селі, центрі Триліської волості Чигиринського повіту Київської губернії, мешкало 872 особи, налічувалось 159 дворових господарств, існували 2 православні церкви, школа, поштова станція, постоялий будинок, 2 лавки. За 3 версти — винокурний завод.
За переписом 1897 року кількість мешканців зросла до 1157 осіб (584 чоловічої статі та 573 — жіночої), з яких 1115 — православної віри.
Під час організованого радянською владою Голодомору 1932—1933 років померло щонайменше 214 жителів села.

## Населення
Згідно з переписом УРСР 1989 року чисельність наявного населення села становила 420 осіб, з яких 163 чоловіки та 257 жінок.
За переписом населення України 2001 року в селі мешкало 398 осіб.

### Мова
Розподіл населення за рідною мовою за даними перепису 2001 року:
| Мова       | Відсоток |
| ---------- | -------- |
| українська | 99,25 %  |
| російська  | 0,75 %   |

## Уродженці
- Візиренко Олег Анатолійович — сержант Збройних сил України, учасник російсько-української війни.
- Кримський Анатолій Анатолійович (1938—2016) — український поет, прозаїк, лікар, громадський діяч.
- Кримський Андрій Іванович (1905—1942) — український письменник.
- Трегуб Іван Григорович (1942 р.н.) — кандидат фізико-математичних наук, професор Національного педагогічного університету імені М. П. Драгоманова.
- Шаповал Володимир Іванович (1924—2001) — заслужений лікар України, доктор медичних наук, уролог, професор Харківського медичного університету.
- Ткаченко Григорій Іванович — заслужений лікар України, кандидат медичних наук, доктор радіології Харківського медичного інституту ім. С. П. Григор'єва.
- Гончаренко Яків Микитович (1916—2008) — Ветеран Другої світової війни. Учасник взяття Берліну.